# Codex Mutinensis
O Codex Mutinensis, ou Códice Mutinenso, também abreviado Ha ou 014 (Gregory-Aland), é um manuscrito uncial que contém o livro de Atos dos Apóstolos (lacunas em 1,1-5,28; 9,39-10,19; 13,36-14,3; 27,4-28,31). É datado do IX. Escrito em 1 coluna por página, em 30 linhas por página, 36 cartas em linha.
Actualmente acha-se no Biblioteca Estense (Gr. 196) en Modena.